# Senecio hercynicus
Senecio hercynicus là một loài thực vật có hoa trong họ Cúc. Loài này được Herborg miêu tả khoa học đầu tiên năm 1987.